# L'uomo della folla
L'uomo della folla (The Man of the Crowd) è un racconto scritto da Edgar Allan Poe pubblicato nel 1840.

## Trama
Il protagonista, seduto nel caffè D. in una delle vie più trafficate di Londra, osserva i numerosi passanti che transitano sul marciapiede. Mediante l'osservazione di particolari caratteristiche somatiche o comportamentali li descrive e cataloga uno per uno, sa intuire molto di loro e, in particolare, riesce a dedurre i loro mestieri e la loro posizione sociale. La descrizione della folla continua ed egli riconosce uomini d'affari, truffatori, borsaiuoli, giocatori di professione, prostitute e così via, fino a quando non scorge un uomo che desta il suo interesse in quanto non riesce a capirne la posizione, l'attività e l'indole. Questo individuo è vecchio, minuto, di bassa statura e d'aspetto debole, ma suggerisce al protagonista l'immagine di una grande forza morale e capacità riflessive unite ad una bassa astuzia e ad un senso di sconfinata angoscia e terrore. Sconvolto dall'aspetto sinistro di quest'uomo decide pertanto di seguirlo per catturare qualche informazione. I due vagano per tutta la città tornando svariate volte al punto dal quale sono partiti e pare che il vecchio abbia paura della solitudine; passano quasi ventiquattr'ore, ma il misterioso uomo sembra non accorgersi del suo inseguitore, e pare non aver voglia di tornare a casa: tutto quello che fa è cercare di stare sempre in mezzo alla folla. Allora il protagonista, esasperato ed esausto, gli si para finalmente di fronte fissandolo in volto ma l'uomo rimane del tutto indifferente e continua a camminare senza degnarlo di alcuna attenzione. Il protagonista capisce allora che non riuscirà mai ad ottenere ulteriori informazioni su quell'uomo; comprende come sia inutile continuare a seguirlo e come non riuscirebbe in ogni caso a sapere niente su di lui. "È l'uomo della folla" pensa, che non vuole né può star solo.